# Blüggelscheidt
 Blüggelscheidt ist ein Ortsteil der Stadt Meschede im Hochsauerlandkreis.

## Geografie
Der Ort befindet sich rund sechs Kilometer südöstlich von Meschede. Angrenzende Orte sind Berlar im Osten sowie Klause und Mosebolle im Westen. Im Ort fließen zwei Bäche zusammen. In der Gewässerstationierungskarte wird der linke als Nierbach und der rechte als Nier bezeichnet. In der Deutschen Grundkarte und der Flurkarte findet sich für den linken Bach sowie als Flurname auch der Name Neismecke, der rechte heißt Harbach. Das Naturschutzgebiet Haldengelände der Grube Alexander liegt südlich von Blüggelscheidt. Gegenüber der Kapelle steht das Naturdenkmal Eine Mann Eiche.

## Geschichte
Erstmals urkundlich erwähnt wurde Blüggelscheidt um 1414 und 1434. In Blüggelscheidt lag ein Teil der Besitzungen des Rittergutes der Familie von Berninghausen.
Frühe Anhaltspunkte über die Größe des Ortes ergeben sich aus einem Schatzungsregister für das Jahr 1543. Demnach gab es in „Bluenscheidt“ sieben Schatzungspflichtige; die Zahl dürfte mit den damals vorhandenen Höfen bzw. Häusern übereingestimmt haben.
Blüggelscheidt gehörte ab dem 19. Jahrhundert zur politischen Gemeinde Remblinghausen. Seit der Neugliederung durch das Sauerland/Paderborn-Gesetz zum 1. Januar 1975 gehört Blüggelscheidt zum Hochsauerlandkreis und ist ein Ortsteil der Stadt Meschede. Im Jahr 1991 wurden die ehemalige Schule und das Lehrerwohnhaus in die Denkmalliste der Stadt Meschede aufgenommen.

## Religion

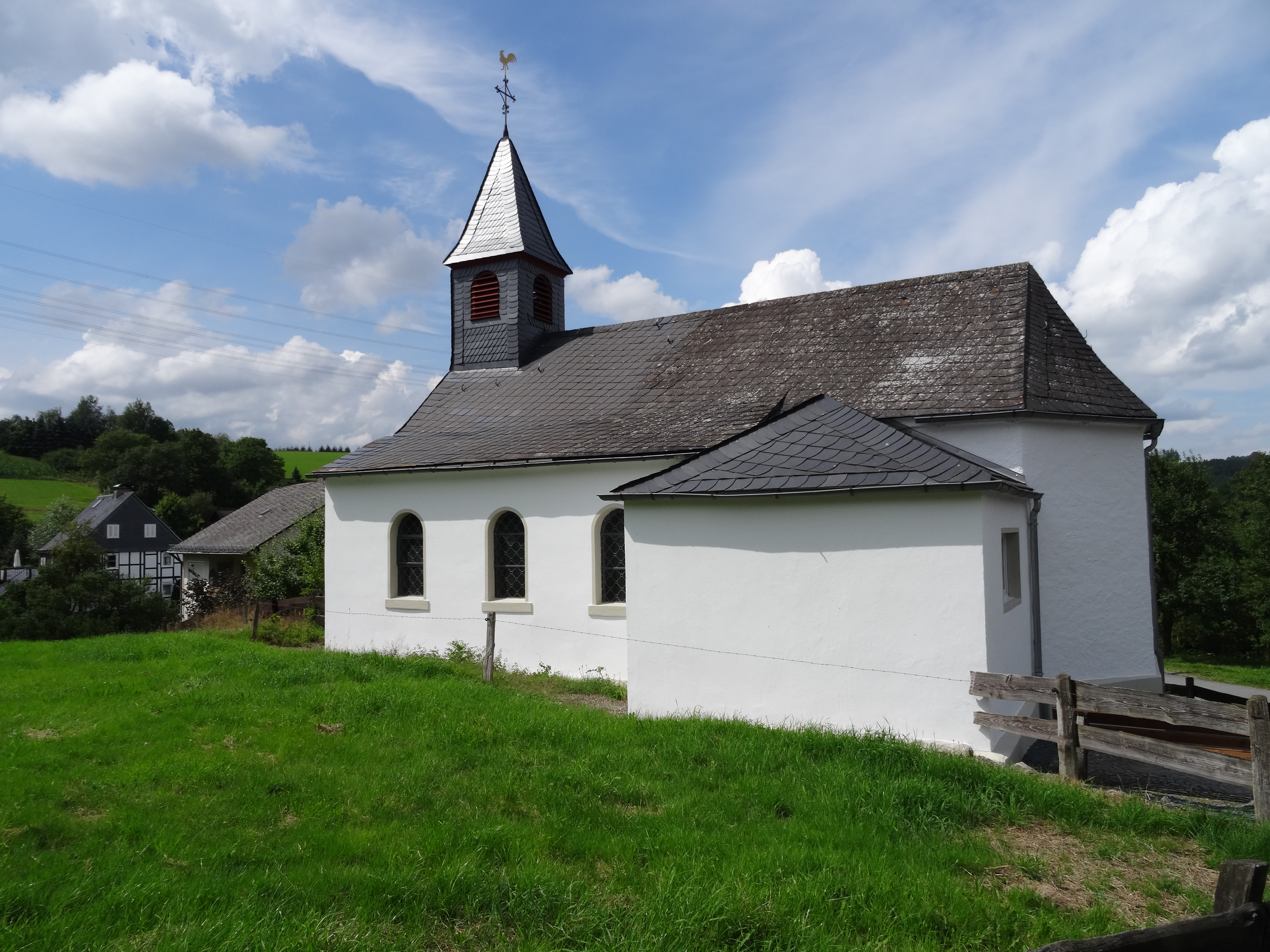
St.-Sebastian-Kapelle

Blüggelscheidt gehört zur katholischen Kirchengemeinde St. Jakobus Remblinghausen. Die im Ort befindliche St.-Sebastian-Kapelle wurde zwischen 1880 und 1885 abgerissen und nachfolgend wieder aufgebaut. Im Jahr 1904 verlängerte man die Kapelle um vier Meter. Unter Mithilfe der angrenzenden Bevölkerung wurden  ab September 1946 die Seitenmauern verbreitert und die Sakristei fertiggestellt. Drei Jahre später wurde die neue Kapelle eingeweiht.